# Дуглас, Уильям, 6-й граф Дуглас
Уильям Дуглас (ок. 1424 — 24 ноября 1440) — шотландский аристократ, 6-й граф Дуглас (1439—1440), также граф Уигтаун, лорд Галлоуэй, Ботвелл, Селкирк и Этрик-Форест, Эскдейл, Лодердейл и Аннандейл в Шотландии, титулярный герцог Туреньский, граф де Лонгвиль и сеньор Дён-сюр-Орон во Франции.

## Биография
Старший сын Арчибальда Дугласа (1390—1439), 5-го графа Дугласа (1424—1439), и Эфимии Грэм (до 1413—1468), дочери Патрика Грэма (? — 1413), графа Стратерн, и Эфимии Стюарт, графини Стратерн.
В июне 1439 года после смерти своего отца Уильям Дуглас унаследовал титул и владения графа Дугласа. Также носил титулы графа Уигтауна, лорда Галлоуэй, Ботвелла, Селкирка, Этрик-Форест, Эскдейла, Лодердейла и Аннандейла.
Женился на Джанет Линдси, дочери Дэвида Линдси, 3-го графа Кроуфорда, чтобы после смерти её отца унаследовать графство Кроуфорд.
В 1439 году после смерти регента королевства Арчибальда Дугласа, 5-го графа Дугласа власть в Шотландии разделили между собой сэр Уильям Крайтон (? — 1454), 1-й лорд Крайтон, сэр Александр Ливингстон (? — 1451), и сэр Джеймс Дуглас (1371—1443), граф Эйвондейл. Они решили уничтожить семью бывшего регента Арчибальда Дугласа и вызвали его сыновей Уильяма и Дэвида Дугласов в Эдинбургский замок. 24 ноября 1440 года на так называемом «Чёрном обеде» братья Уильям и Дэвид Дугласы были обвинены в измене и казнены в присутствии молодого короля Якова II Стюарта.
После смерти 16-летнего Уильяма Дугласа, 6-го графа Дугласа, и его младшего брата Давида владения рода Черных Дугласов были конфискованы. Аннандейл и Ботвелл отошли короне, Галлоуэй был передан Маргарет Дуглас (сестре Уильяма Дугласа), а земли и титул графа Дуглас получил Джеймс Дуглас, граф Эйвондейл — двоюродный дядя убитого Уильяма Дугласа.

## Семья
Был женат на Джанет Линдсей (умерла в 1483/84), дочери Дэвида Линдси (умер в 1446), 3-го графа Кроуфорда, и Марджори Огильви. Брак был бездетен.